# Saint-Martin-du-Mont, Ain
Saint-Martin-du-Mont är en kommun i departementet Ain i regionen Auvergne-Rhône-Alpes i östra Frankrike. Kommunen ligger  i kantonen Pont-d'Ain som ligger i arrondissementet Bourg-en-Bresse. Kommunens areal är 28,09 km². År 2022 hade Saint-Martin-du-Mont 1 953 invånare.

## Befolkningsutveckling
Antalet invånare i kommunen Saint-Martin-du-Mont
Referens: INSEE